# Rudgea stenophylla
Espèce
Synonymes
- Palicourea stenophylla K.Krause[1]

Statut de conservation UICN

 VU D2 : Vulnérable
Rudgea stenophylla est une espèce de plantes de la famille des Rubiaceae.

## Publication originale
- Publications of the Field Museum of Natural History, Botanical Series 11(5): 268. 1936.